# Telmatactis forskalii
Telmatactis forskalii is een zeeanemonensoort uit de familie Isophelliidae. De anemoon komt uit het geslacht Telmatactis. Telmatactis forskalii werd in 1834 voor het eerst wetenschappelijk beschreven door Hemprich & Ehrenberg.